# نبیب نواج جیبون
نبیب نواج جیبون (بنگالی: নাবিব নেওয়াজ জীবন؛ زادهٔ ۱۷ اوت ۱۹۹۰) بازیکن فوتبال اهل بنگلادش است.
از باشگاه‌هایی که در آن بازی کرده است می‌توان به باشگاه ورزشی محمدان (داکا) و باشگاه فوتبال آباهانی داکا اشاره کرد.
وی همچنین در تیم‌های ملی فوتبال زیر ۲۳ سال بنگلادش و بنگلادش بازی کرده است.
وی در مسابقات کشوری و بین‌المللی در مجموع برندهٔ ۲ مدال برنز شده است.